# 固倫和静公主
固倫和静公主（こりんわせいこうしゅ、	乾隆21年7月15日(1756年8月10日) - 乾隆40年1月10日(1775年2月9日)）は、清の乾隆帝の娘。母は孝儀純皇后。嘉慶帝の同母姉。

## 生涯

### 婚姻前
乾隆21年（1756年）7月15日の寅の刻、円明園の五福堂で誕生。
清軍がジュンガル部を討伐する西征中、撤驛の変が発生し、チェングンザブ(成衮扎布)が鎮圧を命じられた。当時の不利な局勢を覆す重要人物の一人が章嘉活仏であり、もう一人が策凌の子・チェングンザブであった。
同年、乾隆帝はチェングンザブと策布登扎布との間で婚姻関係を結ぶことを決定。
「二人とも額駙（皇女婿）の子であり、元々縁戚関係にある。
彼らの功績を讃え、もし彼らに2〜3歳の息子がいれば、皇女婿（額駙）として指名する。」
その結果、数歳だったラワンドルジ(拉旺多尔济)が唯一の適齢者として額駙に決定された。
乾隆23年（1758年）、第六皇女が死去し、婚姻相手が拉旺多尔济と第七皇女に正式決定された。
乾隆28年（1764年）4月28日、忻貴妃戴佳氏が難産で死去。
皇七女と、忻貴妃の娘である第八皇女は、京郊の静安荘で喪に服した。
乾隆29年（1765年）1月7日、乾隆帝はラワンドルジに10年分の俸銀を支給し、内務府の大臣に貸金業を営ませて利息を得るよう命じた。
この時、第七皇女はまだ9歳だった。
乾隆31年（1766年）、額駙（皇女婿）は京城で養育されることとなった。
額駙の父・チェングンザブは、京城の策凌王府にいる側室（姨娘）が時々宮中を訪れ、公主の健康を報告できるよう請願。
奏折によると、チェングンザブはこの姨娘を頻繁に宮中へ派遣し、七公主へ貂皮・狐皮などの贈り物を届けさせていた。

### 固倫和静公主への封号と婚姻準備
乾隆35年（1770年）1月、第七皇女は「固倫和静公主」に封じられた（本来なら和碩公主）。
しかし、年俸などの待遇は異母姉の固倫和敬公主と比べると劣っていた。
同年閏5月20日、暑さに弱い七額駙・ラワンドルジのために、張家口郊外の牧場で避暑するよう命じられる。

### 婚姻
正式に、蒙古超勇親王・策凌の孫ラワンドルジと正式に婚姻。
7月21日、正大光明殿で婚約の儀式を執り行う。
婚礼での酒の量は、乾隆期に出嫁した公主たちより遥かに少なかった。

### 婚姻後の生活
乾隆36年3月24日、塔ミルへ向かい、チェングンザブの妻の喪に服する。
出発は正月10日の予定だったが、寒冷のため延期。
6月10日、帰京し、避暑山荘で皇太后に挨拶。
乾隆36年6月、護軍校・常齢が、公主が京城不在の間、食費92両5銭を滞納。常齢は罷免され、内務府で審問。
公主府の財務責任者・侉塞も監督不足で俸給1年分を減額。
乾隆36年8月11日、ラワンドルジの父・チェングンザブが病死。
和静公主は避暑山荘に滞在し、皇太后と共に北京へ戻る。
乾隆帝は「翌年、塔ミルへ弔問するよう」命じたが、公主は結局行かず、京城で喪に服した。
乾隆35～36年、額駙の両親が相次いで死去。
額駙は蒙古へ戻り喪に服し、公主と別居。
乾隆帝は、額駙に家産争いをしないよう諭し、財産を公平に分配するよう命じた。
兄・德楞多尔济はすでに独立していて、他の兄弟はラマ（僧侶）となり相続権がなくなっていたので、額駙は財産の大部分を相続。
乾隆38年12月20日、豫妃ボルジギト氏が死去し、和静公主夫妻は喪に服した。

### 死去と埋葬
乾隆40年（1775年）正月10日、20歳で死去。
東直門外（現在の北京市朝陽区）の園寝に埋葬。
死後、額駙・ラワンドルジと合葬された。
その後、孫の車登巴咱尔、曾孫の達爾瑪も同地に埋葬された。